# (242450) 2004 QY2
2004 كيو واي 2 (ويعرف أيضًا باسم (242450) 2004 كيو واي 2 وفق تسمية الكوكب الصغير) (بالإنجليزية: 2004 QY2)‏ هو كويكب ضمن حزام الكويكبات؛ وترتيبه 242450 من حيث الاكتشاف.
اكتُشف هذا الجُرم الفلكي بواسطة Siding Spring Survey ‏ في 20 أغسطس 2004.

## وصلات خارجية
- (242450) 2004 QY2 في قاعدة بيانات مختبر الدفع النفاث لأجرام النظام الشمسي الصغيرة

- الاكتشاف · مخطط المدار ·  العناصر المدارية · المعلمات المادية

- (242450) 2004 QY2 على موقع ويكي سكاي: DSS2, SDSS, GALEX, IRAS, Hydrogen α, X-Ray, Astrophoto, Sky Map, Articles and images